# Catoblemma obliquisigna
Catoblemma obliquisigna là một loài bướm đêm trong họ Erebidae.